# الحصن (مناخة)

تعديل مصدري - تعديل

الحصن هي إحدى قرى عزلة بني جربن بمديرية مناخة التابعة لمحافظة صنعاء، بلغ تعداد سكانها 487 نسمة حسب تعداد اليمن لعام 2004.